# Armand Robin

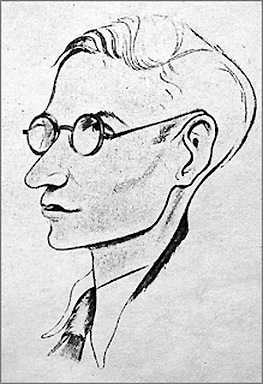
Armand Robin 1943

Armand Robin (* 19. Januar 1912 in Plouguernével; † 29. März 1961 in Paris) war ein französischer Schriftsteller und Übersetzer.

## Leben und Werk
Armand Robin wuchs als 8. Kind einer bretonischen Landwirtsfamilie einsprachig bretonisch auf, lernte Französisch in der Grundschule und in Saint-Brieuc und studierte in Paris und Lyon. Er lernte Russisch, reiste 1933 durch die UdSSR, entdeckte die von der Oktoberrevolution begangenen Verbrechen und begann mit der Übersetzung zeitgenössischer russischer Dichter. Er erlernte zahlreiche weitere Sprachen und übersetzte ungarische, englische, deutsche, spanische und altpersische Dichtung. Er schrieb eigene Gedichte sowie einen Roman. Sein literaturkritisches Werk ist umfangreich. Er widmete Radiosendungen der Literatur des Schwedischen, Finnischen, Niederländischen und Italienischen. Eine Besonderheit seiner Aktivität bestand im nächtlichen Abhören fremdsprachiger Radiosender. Der überwiegende Teil seiner Werke erschien postum. 
Robin neigte zunehmend dem Anarchismus zu, war als notorischer Beleidiger des lokalen Polizeikommissars bekannt und warb offen für die Unabhängigkeit Algeriens. Er starb im Alter von 49 Jahren unter ungeklärten Umständen in Polizeigewahrsam.

## Werke

### Zu Lebzeiten erschienen
- Ma Vie sans moi. Gallimard, Paris 1940, 1970. (Gedichte)
- Le Temps qu’il fait. Roman. Gallimard, Paris 1942, 1986. (autobiographisch)
- La Fausse parole. Minuit, Paris 1953. Hrsg. Françoise Morvan. Plein chant, Bassac 1979, 1985, 2002.
- Poésie non traduite. 2 Bde. Gallimard, Paris 1953–1958.

### Postum erschienen
- Le Monde d’une voix, poèmes, fragments posthumes. Hrsg. Henri Thomas und Alain Bourdon. Gallimard, Paris 1968.
- Ma vie sans moi. Le monde d’une voix. Gallimard, Paris 1970. (Vorwort von Alain Bourdon)
- Les Poèmes indésirables. Plein chant, Bassac 1979. Ressouvenances, Villers-Cotterêts 2014, 2023.
- L’Homme sans nouvelle. Le Temps qu’il fait, Cognac 1981.
- Les Anciennes souches. Maison de la culture, Rennes 1982.
- Écrits oubliés. Essais critiques. Traductions. Hrsg. Françoise Morvan. 2 Bde. Ubacs, Rennes 1986.
- Expertise de la fausse parole. Chronique des radios étrangères. Hrsg. Dominique Radufe. Ubacs, Rennes 1990.
- Poésie sans passeport. Hrsg. Françoise Morvan. Ubacs, Rennes 1990.
- Fragments. Hrsg. Françoise Morvan. Gallimard, Paris 1992.
- Le cycle du pays natal. Hrsg. Françoise Morvan. La Part commune, Cesson-Cévigné 2000. La Part commune, Rennes 2010.
- Le combat libertaire. Hrsg. Jean Bescond. J.-P. Rocher, Paris 2009. (Einleitung von Anne-Marie Lilti)

### Übersetzungen
- (Hrsg. und Übersetzer) Quatre poètes russes. V. Maïakovsky, B. Pasternak, A. Blok, S. Essénine. Seuil, Paris 1949. Le Temps qu’il fait, Cognac 1985, 1994. (zweisprachige Ausgabe russisch-französisch)
- (Hrsg. und Übersetzer) André Ady: Poèmes. Seuil, Paris 1951. Le Temps qu’il fait, Cognac 1981, 1992. (zweisprachige Ausgabe ungarisch-französisch)
- (Übersetzer) Shakespeare: Les Gaillardes épouses de Windsor. Othello. Paris 1955. (Œuvres complètes 5)
- (Hrsg. und Übersetzer) Omar Khayam: Rubayat. Club français du livre, Paris 1958. Gallimard, Paris 1994 (Vorwort von André Velter).
- (Übersetzer) Gottfried Keller: Roméo et Juliette au village. Plein chant, Bassac 1979. (Romeo und Julia auf dem Dorfe)
- (Übersetzer) Alexeï Rémizov: Savva Groudzine. Ubacs, Rennes 1986.
- (Übersetzer mit anderen) Ricardo Paseyro: Poésies 1950–1990. Le temps qu’il fait, Cognac 1991.
- (Übersetzer) Shakespeare: Le roi Lear. Flammarion, Paris 1995, 2014.
- (Übersetzer) Achim von Arnim: Mrs Lee. Nouvelles. Perséides, Bécherel 2006. (Vorwort von Antoine Menant)